# Das Jahr des Werwolfs
Das Jahr des Werwolfs (im englischsprachigen Original Cycle of the Werewolf) ist eine im Jahr 1984 erschienene Kalendergeschichte des amerikanischen Schriftstellers Stephen King. Die Illustrationen stammen von Bernie Wrightson. Die deutsche Ausgabe erschien 1985, übersetzt von Harro Christensen. Die Kalendergeschichte ist zusammen mit Stephen Kings darauf fußendem Drehbuch in einem Band unter dem Titel Der Werwolf von Tarker Mills herausgegeben worden.

## Handlung
Die Geschichte spielt in der fiktiven Stadt Tarker’s Mills im US-Bundesstaat Maine. Jedes Kapitel ist ein Monat im Kalender. Der Protagonist der Geschichte ist Marty Coslaw, ein 10-jähriger Junge im Rollstuhl. Die Bürger von Tarker’s Mills leben in Angst, da es immer zu Vollmond zu brutalen Angriffen durch einen Werwolf kommt, wobei die Polizei von einem Serienmörder ausgeht. Das erste Opfer des Werwolfs ist ein betrunkener Eisenbahner. Als Nächstes folgt eine Frau in ihrem Schlafzimmer, die über Selbstmord nachdenkt, gefolgt von einem Anhalter, dem Besitzer eines Restaurants, einem von Martys Freunden im Stadtpark, einer Schweineherde auf einer örtlichen Farm, einem Stellvertreter des Sheriffs, und schließlich ein missbräuchlicher Ehemann.
Aufgrund der Morde sagt die Stadt das Feuerwerk zum Unabhängigkeitstag am 4. Juli ab. Auf dieses hatte sich Marty besonders gefreut. Zum Trost bringt Martys Onkel ihm ein paar Feuerwerkskörper für diese Nacht. Als Marty die Feuerwerkskörper anzünden möchte, wird er von dem Werwolf angegriffen, kann diesen jedoch abwehren, wobei er den Werwolf mit den Feuerwerkskörpern am Auge verletzt.
An Halloween sieht Marty, dass der Pfarrer der Gemeinde, Reverend Lowe, eine Augenklappe trägt, und realisiert so, dass dieser der Werwolf ist. In anonymen Briefen versucht Marty, Lowe dazu zu bringen, den Schrecken durch Selbstmord zu beenden. Im Dezember schließlich unterschreibt er einen solchen Brief, sodass Reverend Lowe realisiert, wer um sein Doppelleben weiß. Marty bittet seinen Onkel um zwei Silberkugeln für die Silvesternacht, in der Vollmond sein würde. Kurz vor Mitternacht an Silvester bricht der Werwolf in das Haus ein, um Marty zu töten. Marty schießt zweimal mit den Silberkugeln auf den Werwolf. Nachdem der Wolf gestorben ist, verwandelt er sich wieder in Reverend Lowe, sehr zum Schock aller Anwesenden.

## Verfilmung
Stephen King gab die Filmrechte frei und schrieb selbst das Drehbuch zu seiner Kalendergeschichte. Es erhielt den Titel Der Werwolf von Tarker Mills (Silver Bullet). Auf Basis von Stephen Kings Kalendergeschichte und seinem Drehbuch wurde der Film Der Werwolf von Tarker Mills gedreht.

## Ausgaben
- Stephen King: Das Jahr des Werwolfs. Bastei Lübbe, Bergisch Gladbach 1985, ISBN 3-404-28135-7.
- Stephen King: Das Jahr des Werwolfs. Bastei Lübbe, Bergisch Gladbach 1988, ISBN 3-404-25007-9. (einmalige Sonderausgabe)